# Ahmed Khalil Abdul-Jabbar
Ahmed Khalil Abdul-Jabbar fue un diplomático saudí.
- De 1943 a 1946 fue secretario del Departamento de Políticas, Real Gabinete, Riad.
- De 1946 a 1952 y de 1952 a 1955 fue primer Secretario, Consejero de la Legación en Washington D. C. y ante las Sede de la Organización de las Naciones Unidas.
- De 1955 a 1960 fue jefe adjunto del Jefe de Gabinete del primer ministro para asuntos políticos con rango de Viceministro de Estado.
- De 1960 a 1963 fue embajador en Tokio Japón con coacredición en Taipéi (República de China).
- De 1964 a 1965 fue embajador en Bonn (República Federal de Alemania).
- De 1966 a 1970 fue embajador en Roma Italia.
- De 1971 a 1972 fue presidente del Centro Islámico en Roma del Mosque of Rome.
- Fue participante de las siguientes conferencias:
- En 1945 Conferencia de Fundación de las Naciones Unidas (San Francisco),
- De 1946 a 1955 Asamblea General de las Naciones Unidas.
- En 1947 en la Conferencia de Cable and Wireless (Nueva Jersey).
- En 1948 fue para la Agricultura y la Alimentación (Washington D. C.)
- En 1959 conferencia de cancilleres árabes (Beirut).
- En 1972 conferencia de embajadores del Reino de Arabia Saudita en Jeddah.
- De 1975 a 1976 participó en las sesión anual de la Asamblea General de las Naciones Unidas en Nueva York.[1]